# Golūrd
Golūrd (persiska: گلورد) är en ort i Iran.   Den ligger i provinsen Mazandaran, i den norra delen av landet, 170 km öster om huvudstaden Teheran. Golūrd ligger 219 meter över havet och antalet invånare är 223.
Terrängen runt Golūrd är huvudsakligen kuperad. Golūrd ligger nere i en dal. Runt Golūrd är det ganska tätbefolkat, med 111 invånare per kvadratkilometer. Närmaste större samhälle är Shegtā, 11,4 km nordväst om Golūrd. I omgivningarna runt Golūrd växer i huvudsak blandskog.